# 疣粒稻
疣粒稻（学名：Oryza meyeriana）为禾本科稻属下的一个种。

## 扩展阅读
- 維基物種上的相關：疣粒稻